# Кривки (Тернопільський район)
Кри́вки — село в Україні, у Микулинецькій селищній громаді Тернопільського району Тернопільської області. Розташоване в центральній частині району, на річці Серет.
Поштове відділення — Микулинецьке.
Підпорядковувалося Микулинецькій селищній раді (до 2015 року). Від вересня 2015 року ввійшло у склад Микулинецької селищної громади.
Населення — 264 особи (2001).

## Історія
Село має давню історію. Певні археологічні знахідки свідчать про те, що на території села жили люди ще за доби мезоліту.
1 серпня 1934 року в рамках реформи на підставі нового закону про самоуправління (23 березня 1933 року) увійшло до нової сільської гміни Микулинці (Тернопільський повіт Тернопільського воєводства).
12 червня 2020 року, відповідно до розпорядження Кабінету Міністрів України № 724-р «Про визначення адміністративних центрів та затвердження територій територіальних громад Тернопільської області» увійшло до складу  Микулинецької селищної громади.
19 липня 2020 року, в результаті адміністративно-територіальної реформи та ліквідації Теребовлянського району, село увійшло до складу Тернопільського району.

## Політика

### Парламентські вибори, 2019
На позачергових парламентських виборах 2019 року у селі функціонувала окрема виборча дільниця № 610884, розташована у приміщенні клубу.
Результати
- зареєстровано 163 виборці, явка 55,21%, найбільше голосів віддано за «Слугу народу» — 30,68%, за «Голос» — 19,32%, за Всеукраїнське об'єднання «Батьківщина» — 13,64%.[4] В одномандатному окрузі найбільше голосів отримав Роман Василіцький (Об'єднання «Самопоміч») — 27,06%, за Ігора Сопеля (Слуга народу) — 18,82%, за Миколу Люшняка (самовисування) — 17,65%[5].

## Пам'ятки
Є церква святого Антонія Печерського (1902). 
Встановлено пам'ятний хрест на місці загибелі вояків УПА (1992).

## Галерея

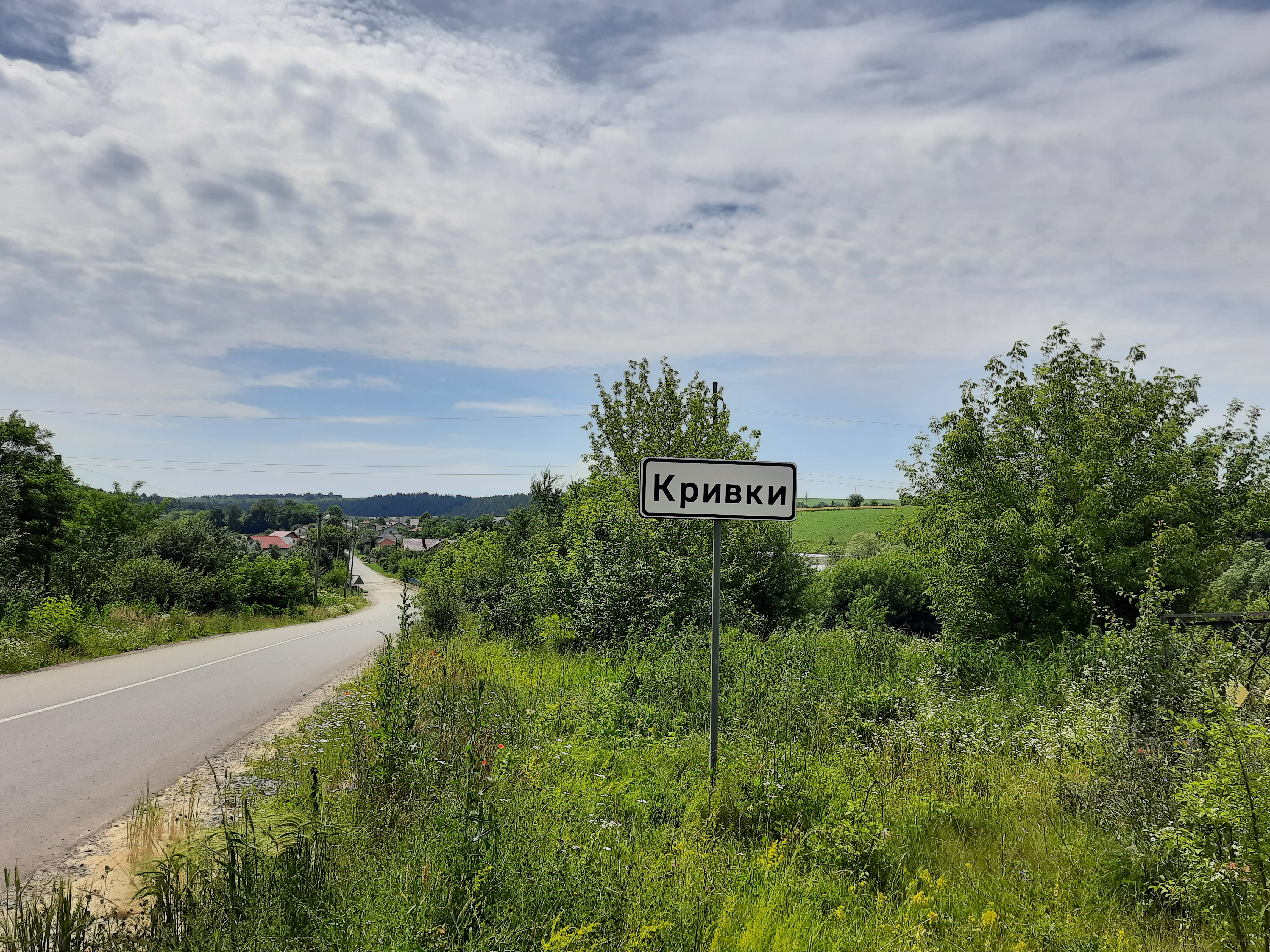
Дорожній знак при в'їзді в село
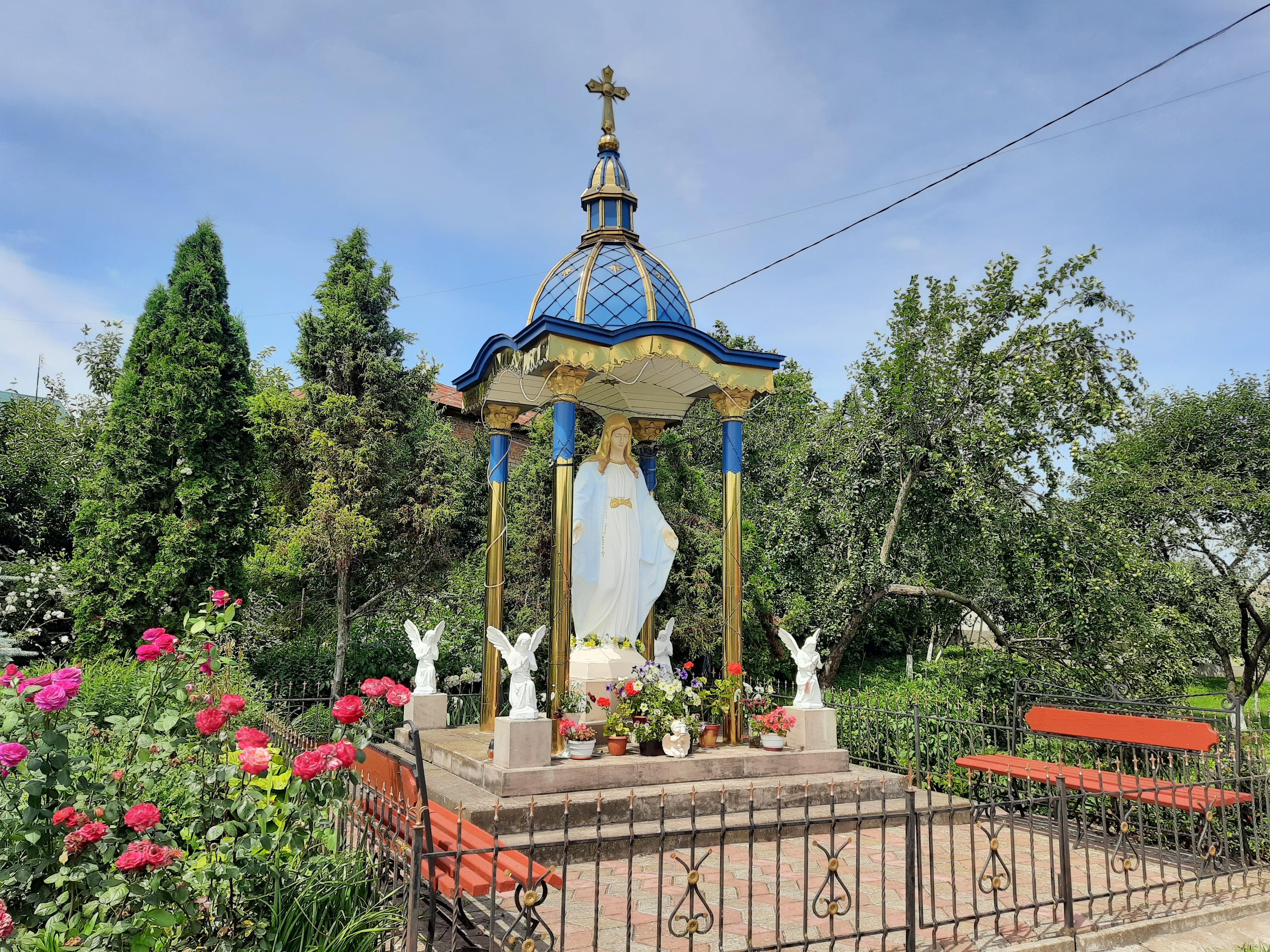
Статуя Божої Матері
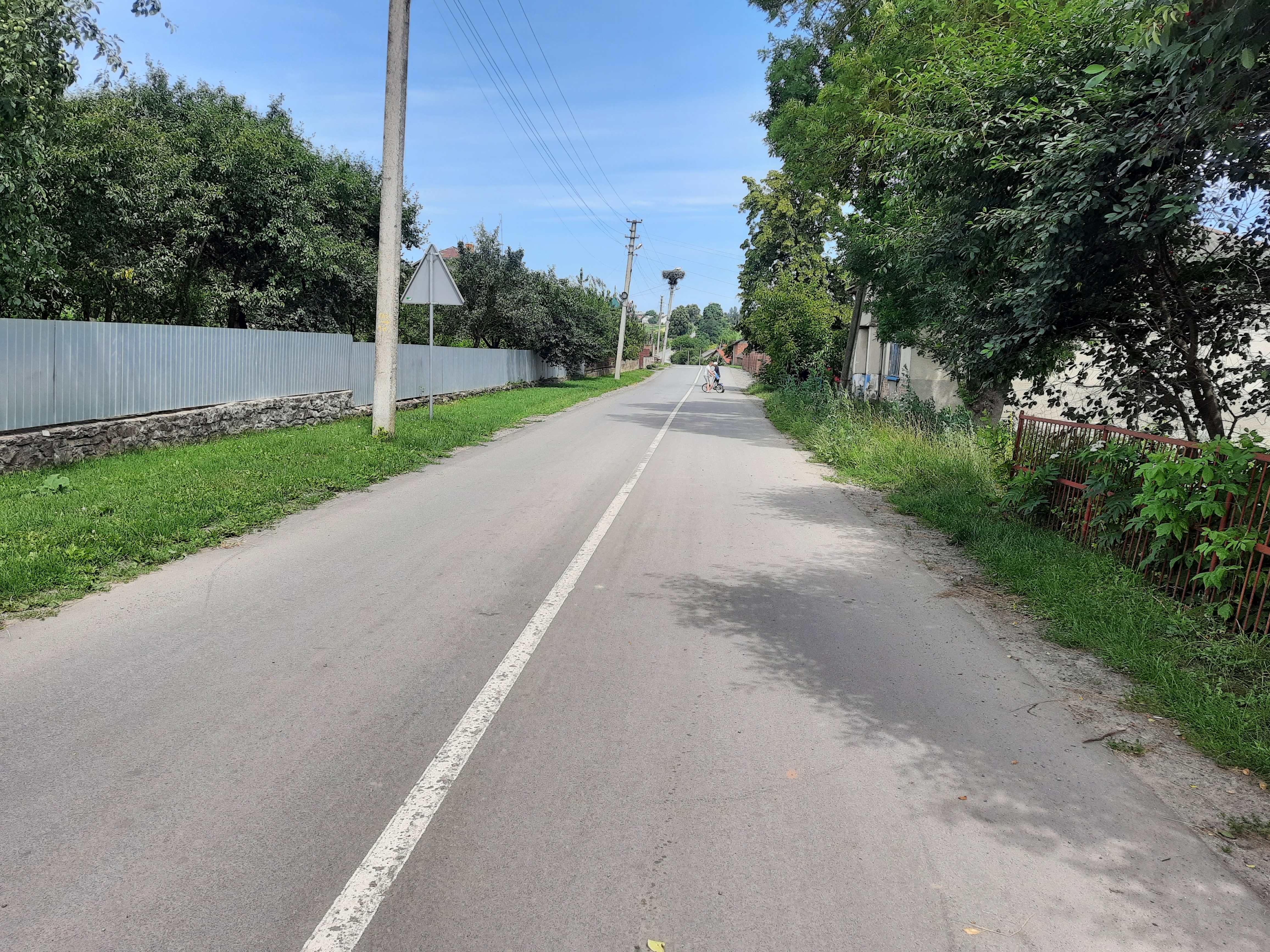
Сільська вулиця
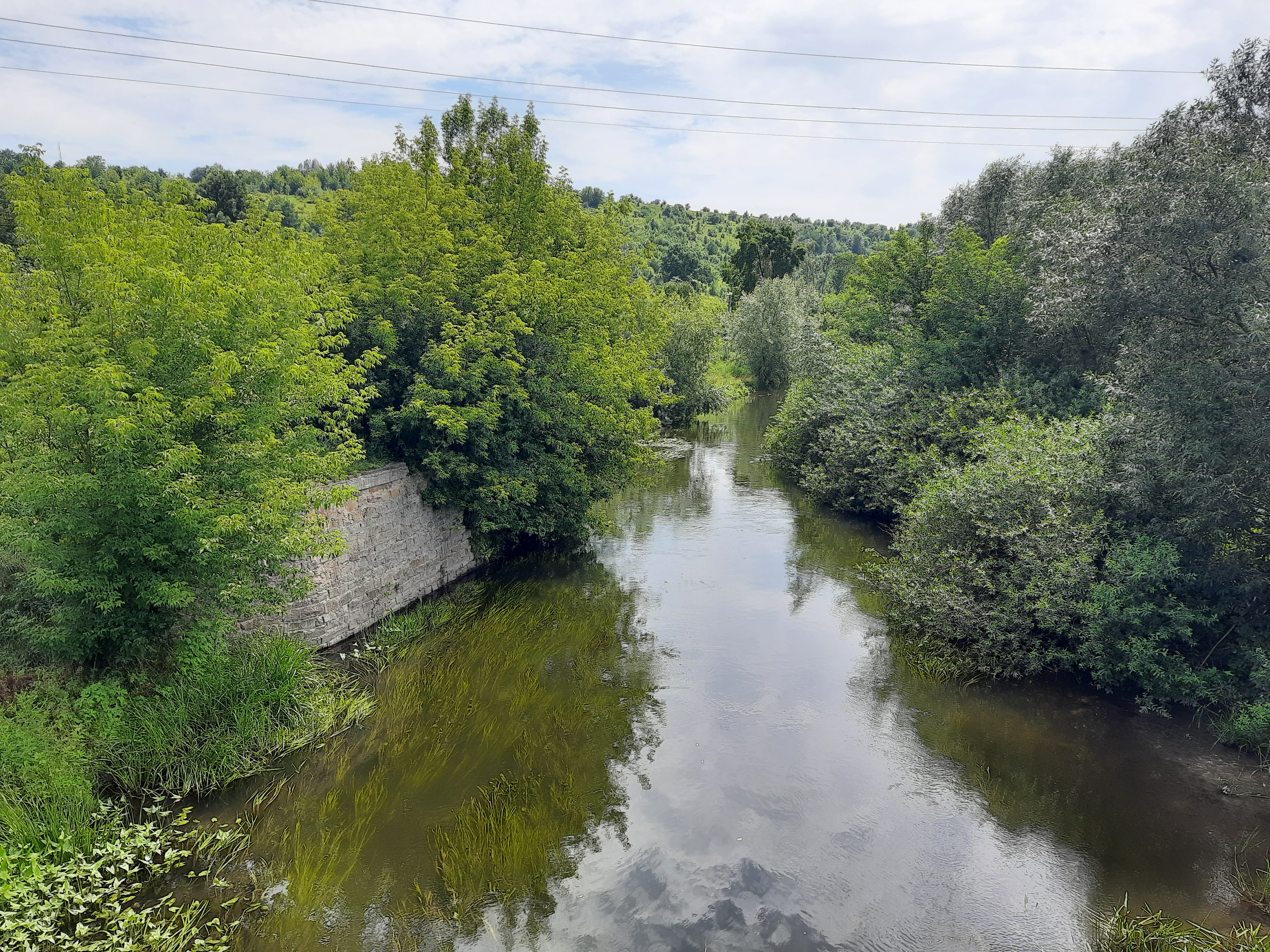
Річка Серет біля села